# Bonustrack
Ein Bonustrack ist ein Musikstück, das bei einer Neu- oder Erstauflage eines Musikalbums oder einer Musik-DVD zusätzlich zur normalen Titelliste hinzugefügt wird und so das eigentliche Album verlängert. Hierbei kann es sich um Single-B-Seiten, unveröffentlichte Live-Tracks, Interviews, Multimedia-Inhalte oder um Studio-Ausschuss handeln, der stilistisch nicht zur Titelfolge des jeweiligen Albums passt.
Bei der Einführung der Musik-CD wurden viele bereits erschienene LP neu als mit Bonustracks angereicherte CDs veröffentlicht, um die Besitzer der LP zum erneuten Kauf desselben Albums zu animieren. Auch bei klanglich überarbeiteten Veröffentlichungen werden häufig Bonustracks hinzugefügt, um die Attraktivität der CD zu steigern.